# Major League Soccer 2001
Major League Soccer 2001 byl 6. ročník soutěže Major League Soccer působící ve Spojených státech amerických. Základní část, která musela být zkrácena kvůli událostem 11. září, vyhrál poprvé tým Miami Fusion, playoff a celou MLS poprvé vyhráli San Jose Earthquakes. Jediný Čech v soutěži Luboš Kubík byl před sezonou vyměněn z Chicago Fire do Dallas Burn.

## Základní část

### Západní divize
| Poř. | Tým                  | Z  | V  | R | P  | VG | OG | B  |
| ---- | -------------------- | -- | -- | - | -- | -- | -- | -- |
| 1.   | Los Angeles Galaxy   | 26 | 14 | 5 | 7  | 52 | 36 | 47 |
| 2.   | San Jose Earthquakes | 26 | 13 | 6 | 7  | 47 | 29 | 45 |
| 3.   | Kansas City Wizards  | 27 | 11 | 3 | 13 | 33 | 53 | 36 |
| 4.   | Colorado Rapids      | 26 | 5  | 8 | 13 | 36 | 47 | 23 |

|  | Postup do playoff |

### Centrální divize
| Poř. | Tým              | Z  | V  | R | P  | VG | OG | B  |
| ---- | ---------------- | -- | -- | - | -- | -- | -- | -- |
| 1.   | Chicago Fire     | 27 | 16 | 5 | 6  | 50 | 30 | 53 |
| 2.   | Columbus Crew    | 26 | 13 | 6 | 7  | 49 | 36 | 45 |
| 3.   | Dallas Burn      | 26 | 10 | 5 | 11 | 48 | 47 | 35 |
| 4.   | Tampa Bay Mutiny | 27 | 4  | 2 | 21 | 32 | 68 | 14 |

|  | Postup do playoff |

### Východní divize
| Poř. | Tým                    | Z  | V  | R | P  | VG | OG | B  |
| ---- | ---------------------- | -- | -- | - | -- | -- | -- | -- |
| 1.   | Miami Fusion           | 26 | 16 | 5 | 5  | 57 | 36 | 53 |
| 2.   | MetroStars             | 26 | 13 | 3 | 10 | 38 | 35 | 42 |
| 3.   | New England Revolution | 27 | 6  | 5 | 14 | 35 | 52 | 27 |
| 4.   | D.C. United            | 26 | 8  | 2 | 16 | 42 | 50 | 26 |

|  | Postup do playoff |

### Celkové pořadí
Kvůli zkrácení sezony byla celková tabulka seřazena podle počtů získaných bodů na utkání. Nejvíce to bylo vidět na souboji o sedmé místo, kde Dallas získal ve 26 zápasech 35 bodů (1,35 bodu za zápas) a Kansas získal 36 bodů, ale ve 27 zápasech, což znamená 1,33 bodu na zápas.
| Poř. | Tým                    | Z  | V  | R | P  | VG | OG | B  |
| ---- | ---------------------- | -- | -- | - | -- | -- | -- | -- |
| 1.   | Miami Fusion           | 26 | 16 | 5 | 5  | 57 | 36 | 53 |
| 2.   | Chicago Fire           | 27 | 16 | 5 | 6  | 50 | 30 | 53 |
| 3.   | Los Angeles Galaxy     | 26 | 14 | 5 | 7  | 52 | 36 | 47 |
| 4.   | Columbus Crew          | 26 | 13 | 6 | 7  | 49 | 36 | 45 |
| 5.   | San Jose Earthquakes   | 26 | 13 | 6 | 7  | 47 | 29 | 45 |
| 6.   | MetroStars             | 26 | 13 | 3 | 10 | 38 | 35 | 42 |
| 7.   | Dallas Burn            | 26 | 10 | 5 | 11 | 48 | 47 | 35 |
| 8.   | Kansas City Wizards    | 27 | 11 | 3 | 13 | 33 | 53 | 36 |
| 9.   | New England Revolution | 27 | 6  | 5 | 14 | 35 | 52 | 27 |
| 10.  | D.C. United            | 26 | 8  | 2 | 16 | 42 | 50 | 26 |
| 11.  | Colorado Rapids        | 26 | 5  | 8 | 13 | 36 | 47 | 23 |
| 12.  | Tampa Bay Mutiny       | 27 | 4  | 2 | 21 | 32 | 68 | 14 |

|  | Postup do playoff |

## Playoff
|  | Čtvrtfinále          | Čtvrtfinále          |                      |             | Semifinále | Semifinále |  |  | Finále | Finále |
|  |                      |                      |                      |             |            |            |  |  |        |        |
|  |                      |                      |                      |             |            |            |  |  |        |        |
|  | Miami Fusion         | 2 \| 0 \| 2          |                      |             |            |            |  |  |        |        |
|  | Miami Fusion         | 2 \| 0 \| 2          |                      |             |            |            |  |  |        |        |
|  | Kansas City Wizards  | 0 \| 3 \| 1          |                      |             |            |            |  |  |        |        |
|  | Kansas City Wizards  | 0 \| 3 \| 1          | Miami Fusion         | 1\|0\|0     |            |            |  |  |        |        |
|  |                      |                      | Miami Fusion         | 1\|0\|0     |            |            |  |  |        |        |
|  |                      | San Jose Earthquakes | 0\|4\|1*             |             |            |            |  |  |        |        |
|  | Columbus Crew        | San Jose Earthquakes | 0\|4\|1*             | 1 \| 0      |            |            |  |  |        |        |
|  | Columbus Crew        |                      |                      | 1 \| 0      |            |            |  |  |        |        |
|  | San Jose Earthquakes | 3 \| 3               |                      |             |            |            |  |  |        |        |
|  | San Jose Earthquakes | 3 \| 3               | San Jose Earthquakes | 2           |            |            |  |  |        |        |
|  |                      |                      | San Jose Earthquakes | 2           |            |            |  |  |        |        |
|  |                      | Los Angeles Galaxy   | 1                    |             |            |            |  |  |        |        |
|  | Chicago Fire         | Los Angeles Galaxy   | 1                    | 2 \| 1 \| 2 |            |            |  |  |        |        |
|  | Chicago Fire         |                      |                      | 2 \| 1 \| 2 |            |            |  |  |        |        |
|  | Dallas Burn          | 0 \| 1 \| 0          |                      |             |            |            |  |  |        |        |
|  | Dallas Burn          | 0 \| 1 \| 0          | Chicago Fire         | 1\|0\|1     |            |            |  |  |        |        |
|  |                      |                      | Chicago Fire         | 1\|0\|1     |            |            |  |  |        |        |
|  |                      | Los Angeles Galaxy   | 1\|1\|2*             |             |            |            |  |  |        |        |
|  | Los Angeles Galaxy   | Los Angeles Galaxy   | 1\|1\|2*             | 1 \| 1 \|3* |            |            |  |  |        |        |
|  | Los Angeles Galaxy   |                      |                      | 1 \| 1 \|3* |            |            |  |  |        |        |
|  | MetroStars           | 1 \| 4 \| 2          |                      |             |            |            |  |  |        |        |
|  | MetroStars           | 1 \| 4 \| 2          |                      |             |            |            |  |  |        |        |

### Finále
| 21. října 2001                           |     |                    |                                                                            |
| San Jose Earthquakes                     | 2:1 | Los Angeles Galaxy | Columbus Crew Stadium, Columbus, Ohio diváci: 21 626 rozhodčí: Kevin Stott |
| Landon Donovan 43' Dwayne De Rosario 96' |     | 21' Luis Hernández | Columbus Crew Stadium, Columbus, Ohio diváci: 21 626 rozhodčí: Kevin Stott |

| San Jose Earthquakes |    |                   |     |     |
|                      |    |                   |     |     |
| GK                   | 1  | Joe Cannon        |     |     |
| DF                   | 12 | Jeff Agoos (C)    |     |     |
| DF                   | 17 | Jimmy Conrad      | 28' |     |
| DF                   | 19 | Troy Dayak        |     |     |
| DF                   | 24 | Wade Barrett      |     |     |
| MF                   | 5  | Ramiro Corrales   |     |     |
| MF                   | 6  | Ronnie Ekelund    | 78' |     |
| MF                   | 8  | Richard Mulrooney |     |     |
| MF                   | 15 | Ian Russell       |     | 82' |
| FW                   | 10 | Landon Donovan    |     |     |
| FW                   | 20 | Ronald Cerritos   |     | 85' |
| Náhradníci:          |    |                   |     |     |
| GK                   | 0  | Jon Conway        |     |     |
| DF                   | 22 | Zak Ibsen         | 83' | 82' |
| MF                   | 11 | Manny Lagos       |     |     |
| MF                   | 15 | Ian Russell       |     |     |
| FW                   | 9  | Scott Bower       |     |     |
| FW                   | 14 | Dwayne De Rosario |     | 85' |
| FW                   | 15 | Junior Agogo      |     |     |
| Trenér:              |    |                   |     |     |
| Frank Yallop         |    |                   |     |     |

| Los Angeles Galaxy: |    |                     |     |     |
|                     |    |                     |     |     |
| GK                  | 22 | Kevin Hartman       |     |     |
| DF                  | 3  | Greg Vanney         |     |     |
| DF                  | 17 | Ezra Hendrickson    |     |     |
| DF                  | 20 | Paul Caligiuri      | 48' | 53' |
| DF                  | 23 | Danny Califf        | 76' |     |
| MF                  | 8  | Peter Vagenas       |     |     |
| MF                  | 10 | Mauricio Cienfuegos |     |     |
| MF                  | 12 | Simon Elliott       |     |     |
| MF                  | 13 | Cobi Jones (C)      |     |     |
| FW                  | 11 | Sasha Victorine     |     | 75' |
| FW                  | 15 | Luis Hernández      |     |     |
| Náhradníci:         |    |                     |     |     |
| GK                  | 1  | Matt Reis           |     |     |
| DF                  | 5  | Craig Waibel        |     |     |
| DF                  | 18 | Adam Frye           |     | 53' |
| FW                  | 7  | Isaias Bardales Jr. |     |     |
| FW                  | 9  | Brian Ching         |     |     |
| FW                  | 16 | Brian Mullan        |     | 75' |
| FW                  | 25 | Marvin Quijano      |     |     |
| Trenér:             |    |                     |     |     |
| Sigi Schmid         |    |                     |     |     |

#### Vítěz
| Major League Soccer 2001 San Jose Earthquakes 1. titul B: Cannon, Conway O: Agoos, Barrett, Conrad, Dayak, Ibsen, Mulrooney, Robinson Z: Bower, Brose, Carrieri, Corrales, De Rosario, Krakowiak, Lagos, Russell Ú: Agogo, Cerritos, Donovan, Ekelund Trenér: Frank Yallop |

## MLS All-Star Game 2001
| 28. července 2001                                                       |     |                                                                                          |                                                                            |
| MLS All-Stars West                                                      | 6:6 | MLS All-Stars East                                                                       | Spartan Stadium, San José, Kalifornie diváci: 23 512 rozhodčí: Noel Kenney |
| Landon Donovan 3', 7', 19', 90'+2' Ariel Graziani 2' Dema Kovalenko 69' |     | 34', 39' Brian McBride 28' Alex Pineda Chacón 53' Mamadou Diallo 84' Jim Rooney 87' Cate | Spartan Stadium, San José, Kalifornie diváci: 23 512 rozhodčí: Noel Kenney |

| MLS All-Stars West: |  |                     |  |     |     |
|                     |  |                     |  |     |     |
| GK                  |  | Joe Cannon          |  | 46' |     |
|                     |  | Jeff Agoos          |  | 46' |     |
|                     |  | Marcelo Balboa      |  | 46' |     |
|                     |  | Troy Dayak          |  |     |     |
|                     |  | DaMarcus Beasley    |  | 46' |     |
|                     |  | Mauricio Cienfuegos |  | 46' |     |
|                     |  | Manny Lagos         |  | 69' |     |
|                     |  | Chad Deering        |  | 46' |     |
|                     |  | Landon Donovan      |  | 46' | 69' |
|                     |  | Ronald Cerritos     |  | 46' |     |
|                     |  | Ariel Graziani      |  | 46' |     |
| Náhradníci:         |  |                     |  |     |     |
| GK                  |  | Zach Thornton       |  | 46' |     |
|                     |  | Diego Gutiérrez     |  | 46' |     |
|                     |  | C. J. Brown         |  | 46' |     |
|                     |  | Jesse Marsch        |  | 46' |     |
|                     |  | Dema Kovalenko      |  | 46' |     |
|                     |  | Matt McKeon         |  | 46' |     |
|                     |  | John Spencer        |  | 46' |     |
|                     |  | Luis Hernández      |  | 46' |     |
|                     |  | Cobi Jones          |  | 46' |     |
|                     |  | Ian Russell         |  |     |     |
| Trenér:             |  |                     |  |     |     |
| neznámá vlajka      |  |                     |  |     |     |

| MLS All-Stars East: |  |                    |  |     |     |
|                     |  |                    |  |     |     |
| GK                  |  | Nick Rimando       |  | 46' |     |
|                     |  | Carlos Llamosa     |  | 46' |     |
|                     |  | Mike Petke         |  | 46' |     |
|                     |  | Pablo Mastroeni    |  |     |     |
|                     |  | Marco Etcheverry   |  | 56' | 74' |
|                     |  | John Wilmar Pérez  |  | 45' |     |
|                     |  | Preki              |  | 74' |     |
|                     |  | Ian Bishop         |  |     |     |
|                     |  | Santino Quaranta   |  |     |     |
|                     |  | Brian McBride      |  | 46' |     |
|                     |  | Alex Pineda Chacón |  |     |     |
| Náhradníci:         |  |                    |  |     |     |
| GK                  |  | Tim Howard         |  | 46' |     |
|                     |  | Mike Clark         |  | 46' |     |
|                     |  | Steve Jolley       |  | 46' |     |
|                     |  | Cate               |  | 56' |     |
|                     |  | Jim Rooney         |  | 45' |     |
|                     |  | Diego Serna        |  | 46' |     |
| Trenér:             |  |                    |  |     |     |
| neznámá vlajka      |  |                    |  |     |     |

## Ocenění

### Nejlepší hráči
- Nejlepší hráč:  Alex Pineda Chacón (Miami Fusion)
- Nejproduktivnější hráč:  Alex Pineda Chacón (Miami Fusion)
- Obránce roku:  Jeff Agoos (San Jose Earthquakes)
- Brankář roku:  Tim Howard (MetroStars)
- Nováček roku:  Rodrigo Faria (MetroStars)
- Trenér roku:  Frank Yallop (San Jose Earthquakes)
- Comeback roku:  Troy Dayak (San Jose Earthquakes)
- Gól roku:  Clint Mathis (MetroStars)
- Cena Fair Play:  Alex Pineda Chacón (Miami Fusion)
- Humanista roku:  Tim Howard (MetroStars)

#### MLS Best XI 2001
| Brankář                 | Obránci | Záložníci                                                                  | Útočníci                                                                                    |
| ----------------------- | --- | -------------------------------------------------------------------------- | ------------------------------------------------------------------------------------------- |
| Tim Howard (MetroStars) | Jeff Agoos (San Jose Earthquakes) Carlos Llamosa (Miami Fusion) Pablo Mastroeni (Miami Fusion) Greg Vanney (Los Angeles Galaxy) | Chris Armas (Chicago Fire) Piotr Nowak (Chicago Fire) Preki (Miami Fusion) | Alex Pineda Chacón (Miami Fusion) Diego Serna (Miami Fusion) John Spencer (Colorado Rapids) |